# Liste des districts de l'Uttarakhand

Districts de l'Uttarakhand

Un district de l'État d'Uttarakhand est une unité administrative géographique, dirigée par un Deputy Commissioner (vice-commissaire), un fonctionnaire appartenant à l’Indian Administrative Service. Ce fonctionnaire est assisté par un certain nombre de fonctionnaires appartenant à la fonction publique de l'Uttarakhand ou à d'autres services publics de l'État d'Uttarakhand.
Un Superintendent of Police (commissaire de police), un fonctionnaire appartenant à l’Indian Police Service a la responsabilité du maintien de l'ordre public et des questions connexes de la circonscription. Il est assisté par des agents du Service de police de l'Uttarakhand et d'autres fonctionnaires de police de l'Uttarakhand.
Un Deputy Conservator of Forests (conservateur adjoint des forêts), un fonctionnaire appartenant à l’Indian Forest Service est responsable de la gestion des questions liées aux forêts, à l'environnement et à la vie sauvage de la circonscription. Il est assisté par les agents du Service des forêts de l'Uttarakhand et d'autres responsables des services des forêts ou de la vie sauvage de l'Uttarakhand.
Le développement d'un secteur est pris en charge par le chef de district de chaque secteur de développement tels que la fonction publique, la santé, l'éducation, l'agriculture, l'élevage, etc. Ces agents appartiennent aux différents services de l'État.

## Liste alphabétique des districts
| Code | District          | Chef-lieu         | Population (en 2001) | Superficie (km²) | Densité (/km²) | Carte |
| ---- | ----------------- | ----------------- | -------------------- | ---------------- | -------------- | ----- |
| AL   | Almora            | Almora            | 630 567              | 3 082            | 205            |       |
| BA   | Bageshwar         | Bageshwar         | 249 462              | 2 302            | 108            |       |
| CL   | Chamoli           | Chamoli Gopeshwar | 370 359              | 7 613            | 49             |       |
| CP   | Champawat         | Champawat         | 224 542              | 1 781            | 126            |       |
| DD   | Dehradun          | Dehradun          | 1 282 143            | 3 088            | 418            |       |
| HA   | Haridwar          | Haridwar          | 1 447 187            | 2 360            | 613            |       |
| NA   | Nainital          | Nainital          | 762 909              | 3 860            | 198            |       |
| PG   | Pauri Garhwal     | Pauri             | 697 078              | 5 399            | 129            |       |
| PI   | Pithoragarh       | Pithoragarh       | 462 289              | 7 100            | 65             |       |
| RP   | Rudra Prayag      | Rudraprayag       | 227 439              | 1 890            | 120            |       |
| TG   | Tehri Garhwal     | New Tehri         | 604 747              | 4 080            | 148            |       |
| US   | Udham Singh Nagar | Rudrapur          | 1 235 614            | 2 908            | 425            |       |
| UT   | Uttarkashi        | Uttarkashi        | 295 013              | 8 016            | 37             |       |